# Michael Punke
Michael Punke (n. 7 decembrie 1964) este un scriitor, profesor și analist politic și este actualmente Ambasadorul Statelor Unite la Organizația Mondială a Comerțului în Geneva, Elveția. Punke a devenit cunoscut după de a publicat romanul „The Revenant”, care a fost adaptat în 2015 într-un film în 2015, regizat de Alejandro González Iñárritu. În film au jucat actori precum Leonardo DiCaprio și Tom Hardy.

## Viața timpurie și educația
Punke s-a născut și a fost crescut în Torrington, Wyoming, fiind fiul lui Marilyn șu Butch Punke. El are un frate și o soră mai mică. Cei trei frați își petreceau timpul împreună făcând multe activități în aer liber, precum pescuitul, vânatul, mersul pe biciclete, campatul etc. De asemenea, Michael a fost și campionul echipei de dezbateri din liceul la care studia.
1. ↑  Michael Punke, Česko-Slovenská filmová databáze
2. ↑  Czech National Authority Database, accesat în 1 martie 2022